# Calceolaria commutata
Calceolaria commutata är en toffelblomsväxtart som beskrevs av U. Molau. Calceolaria commutata ingår i släktet toffelblommor, och familjen toffelblomsväxter. Inga underarter finns listade i Catalogue of Life.